# さいきまこ
さいき まこ（1961年〈昭和36年〉 - ）は、日本の漫画家。主に女性誌に、生活保護や子どもの貧困といった社会問題を題材とした漫画を発表している。東京都出身、武蔵野美術大学卒業。

## 経歴
デザイン事務所でのグラフィックデザイナーと出版社の編集職を経て、結婚を機に退職する。しかし夫の収入が不安定だったことから、当時流行だった育児エッセイを出版社に持ち込んだところ、エッセイに添えたイラストを評価され、漫画以外のフリーの仕事をこなしつつ、育児雑誌のイラストとエッセイを組合せた連載、レポート漫画などを執筆する。
年齢を経てフリーの仕事を得ることが困難になったことで、漫画の経験を活かして集英社の雑誌「YOU」に投稿、「集英社YOU漫画大賞」に入選し、2000年に38歳で漫画家としてデビューする。後に発達障害に興味を抱き、堅めの題材の作品が可能な掲載先として、秋田書店の既婚女性向け漫画雑誌「フォアミセス」へ取材内容を持ち込んだことが縁で、同誌で漫画を執筆することとなる。
40歳で離婚してシングルマザーとなり、将来の不安視から生活保護に関心を持ったことで、生活保護を題材とした漫画『陽のあたる家』を「フォアミセス」に掲載する。この作品により2014年、反貧困ネットワークによる第7回「貧困ジャーナリズム大賞」特別賞を受賞する。その後も、子どもの貧困をテーマとした『神様の背中』、介護と高齢ニートをテーマとした『家族の約束』など、社会問題への問題提起としての漫画を発表する。どの漫画でも共通して、20代から40代の親たちの生活が、ありふれた問題によって破綻していく親たちと、その親の貧困で翻弄される子供たちの姿を描いている。
雑誌連載漫画の他、政治活動家の雨宮処凛らによる社会書「生活保護で生きちゃおう! 崖っぷちのあなた! 死んだらダメです」(ISBN 978-4-87154-116-9)でのイラスト、貧困問題に関する講演などでも活動を行なっている。2017年には、生活保護を巡る攻防運動の最前線の1人として、生活保護問題対策全国会議の設立10周年記念誌 「人間らしく生きる権利を求めて〜ジェットコースターの10年間〜」(NCID BB24686836)の執筆に携わった。

## 作品
- 陽のあたる家〜生活保護に支えられて〜（2013年、フォアミセス）
- 神様の背中〜貧困の中の子どもたち〜（2014年 - 2015年、フォアミセス）
- 家族の約束〜あなたを支えたい〜（2017年、フォアミセス）※単行本では『助け合いたい〜老後破綻の親、過労死ラインの子〜』 と改題
- 光の咲く日（2017年、フォアミセス）
- 言えないことをしたのは誰?（2019年 -、ハツキス）